# Sergio Del Pinto
Sergio Del Pinto (Roma, 14 novembre 1923 – Roma, 10 gennaio 2017) è stato un calciatore e allenatore di calcio italiano.
Esordisce in serie A il 6 gennaio 1946 (Pescara-Lazio 2-2).